# Silene falconeriana
Silene falconeriana är en nejlikväxtart som beskrevs av George Bentham. Silene falconeriana ingår i släktet glimmar, och familjen nejlikväxter. Inga underarter finns listade i Catalogue of Life.